# Чон Джонгук
Чон Джонгук (кор. 전정국 [t͡ɕʌ̹ɲ d͡ʑʌ̹ŋɡuk̚], 田柾國; род. 1 сентября 1997, Пусан), более известный как Джонгук (кор. 정국, англ. Jung Kook) — южнокорейский певец, автор песен и музыкальный продюсер. Является самым младшим участником (макне) и главным вокалистом бой-бэнда BTS. Согласно данным Корейской ассоциации авторских прав на музыку (KOMCA), Джонгук участвовал в написаниях 23 композиций.
Во время дискографии группы он исполнил три сольные композиции — «Begin» в 2016 году, «Euphoria» в 2018 году и «My Time» в 2020 году — все они вошли в Circle Digital Chart. Также записал саундтрек «Stay Alive» для вебтуна «7Fates: Chakho», созданного BTS.
В 2022 году Джонгук участвовал в сингле американского певца Чарли Пута «Left and Right», который достиг 22-й позиции в чарте Billboard Hot 100. Позже в конце того же года он стал первым южнокорейским артистом, выпустившим официальную песню для саундтрека к чемпионату мира по футболу с песней «Dreamers», которую впоследствии исполнил на церемонии открытия чемпионата мира по футболу 2022 года.
Летом 2023 года был выпущен его дебютный сольный сингл «Seven» с участием певицы Latto, который побил многочисленные рекорды в истории чартов и потокового вещания. Песня возглавлял чарты Billboard Hot 100, Global 200 и Global Excl. U.S., сделав Джонгука первым корейским сольным исполнителем, кому удалось это сделать, и в конечном итоге стало самой быстрой песней в истории, которая превысила 1 миллиард прослушиваний на Spotify. Его последующий сингл «3D» с участием Джека Харлоу достиг пятого места в чартах Billboard Hot 100 и британском UK Singles Chart, что сделало Джонгука первым южнокорейским сольным исполнителем, дважды подряд попавшим в пятерку лучших в последнем.
В январе 2024 года стал полноправным членом Корейской ассоциации звукозаписывающих компаний (KOMCA).

## Ранняя жизнь и образование
Чон Джонгук родился 1 сентября 1997 года в южнокорейском Пусане. Второй ребёнок в семье, у него есть старший брат. Посещал начальную и среднюю школу Пэкьян. Когда стал стажером, он перевелся в среднюю школу Сингу в Сеуле. Изначально Джонгук мечтал стать профессиональным игроком в бадминтон, но после просмотра выступления G-Dragon с «Heartbreaker» заинтересовался карьерой профессионального певца.
В 2011 году Джонгук прошел кастинг в южнокорейском шоу талантов «Superstar K» в городе Тэгу, хотя он не был выбран, он получил предложения о кастинге от семи развлекательных компаний, в конечном итоге он решил стать стажером в Big Hit Entertainment после того, как увидел выступление АрЭма, ныне его одногруппника и лидера BTS. Чтобы поработать над своими танцевальными навыками в рамках подготовки к своему дебюту, летом 2012 года он отправился в Лос-Анджелес, чтобы пройти обучение танцам в Movement Lifestyle. В июне того же года Джонгук участвовал в клипе Джо Квона «I’m Da One», и был в подтанцовке женской группы GLAM.
В феврале 2017 года Джонгук окончил старшую школу искусств. Двумя месяцами ранее, в ноябре 2016 года, он решил не сдавать вступительные экзамены в университет, и поэтому никуда не поступил ввиду загруженного расписания. В марте 2022 года Джонгук получил степень на факультете вещания и развлечений глобального кибер-университета. Он был удостоен президентской премии, высшей награды школы.

## Карьера

### 2013—2014: Дебют в BTS и начинания в карьере
13 июня 2013 года Джонгук дебютировал как один из четырёх вокалистов, саб-рэпер, самый младший участник (макне) и лицо бой-бэнда BTS. В группе он выпустил две сольные композиции — «Begin» и «Euphoria». «Begin» была выпущена в октябре 2016 года и вошла во второй студийный альбом Wings. Текст песни рассказывал о переезде Джонгука в Сеул и встрече с одногруппниками. «Euphoria» для Love Yourself 結 'Answer' была написана в жанре фьюче-бейс, продюсером стал канадский диджей DJ Swivel. Изначально композиция стала главной темой мини-фильма «Euphoria: Theme of Love Yourself 起 Wonder». Песня дебютировала за пределами «горячей сотни», расположившись на 105 месте, и на протяжении 13 недель находилась в цифровом чарте Gaon.
Помимо пения, Джонгук также помог спродюсировать две песни для дискографии группы — «Love is Not Over» для мини-альбома The Most Beautiful Moment in Life, Part 1 (2015) и «Magic Shop» для студийного альбома Love Yourself: Tear (2018).
В октябре 2018 года вместе с остальными участниками получил Орден «За заслуги в культуре» от Президента Республики Корея.

### 2015—настоящее время: Сольная деятельность
В сентябре 2015 года Джонгук принял участие в кампании «Единая мечта, единая Корея» и стал одним из исполнителей одноимённой песни, записанной несколькими корейскими артистами в память о Корейской войне. Впервые песня была представлена на концерте 15 октября того же года.
Чон известен тем, что записывает каверы на синглы популярных исполнителей, таких как Джастин Бибер, Адам Левин, Тори Келли, Трой Сиван, Zion.T, Рой Ким, Ли Хай.
В 2016 году он участвовал в шоу «Цветочная команда» и «Звёздный броманс». Он также появлялся на передаче «Лучший певец в маске» в 71 и 72 эпизодах. На KBS Song Festival Джонгук исполнил кавер «I’m Butterfly» вместе с другими идолами 97 года рождения. В 2018 году, во время подготовки камбэк-шоу BTS телеканал Mnet предложил ему должность одного из продюсеров проекта. 6 ноября того же года он выступил вместе с Чарли Путом на «MBC Plus X Genie Music Awards», где исполнил хит-сингл «We Don’t Talk Anymore». 4 июня 2020 года выпустил песню «Still With You» собственного производства на сервисе SoundCloud в рамках ежегодного празднования 7-й годовщины дебюта BTS.
11 февраля 2022 года Джонгук исполнил саундтрек для вебтуна «7Fates:Chakho OST», созданного BTS. Песня «Stay Alive», спродюсированная вместе с одногруппником Сюгой достигла 95-го места в Billboard Hot 100 и в топ-десятке Billboard Global Excl. 12 июня в честь девятой годовщины BTS, Джонгук выпустил песню «My You». В том же месяце появился в качестве приглашенного исполнителя для сингла американского певца Чарли Пута «Left and Right». 20 ноября Джонгук выпустил сингл «Dreamers», который является частью официального саундтрека для чемпионату мира по футболу 2022 года в Катаре; 21 ноября выступил на стадионе Аль-Бейт, исполнив песню с катарским певцом Фахдом Аль Кубайси. Джонгук стал первым корейским артистом, исполнившим официальную тему для чемпионата мира и выступившим на церемонии открытия.
В марте 2023 года Джонгук стал глобальным представителем американского бренда Calvin Klein. 3 июля его песни «Still With You» и «My You» стали доступны на стриминговых сервисах по всему миру в качестве официальных синглов. 14 июля вышел его дебютный сольный сингл «Seven» с участием американской рэперши Latto. Песня достигла первого места в чартах US Hot 100, Billboard Global 200 и Billboard Global Excl, что делает Джонгука первым корейским сольным артистом, который одновременно возглавил все три чарта, и вторым, достигшим на первом месте Hot 100 после Пак Чимина. 23 сентября Джонгук выступил в качестве хедлайнера на фестивале Global Citizen в Центральном парке в Нью-Йорке. Его второй сольный сингл «3D» с участием Джека Харлоу был выпущен 29 сентября и достигла пятого места в чартах Billboard Hot 100 и британском UK Singles Chart, что сделало Джонгука первым южнокорейским сольным исполнителем, дважды подряд попавшим в пятерку лучших в последнем. 3 ноября вышел его первый сольный альбом Golden и третий сингл «Standing Next to You». Golden установил новые рекорды продаж в день открытия и в неделю открытия: более 2,1 и 2,4 миллиона копий соответственно, и стал первым альбомом южнокорейского сольного исполнителя, продажи которого превысили 2,5 миллиона. В США песня дебютировала на втором месте в Billboard 200, что сделало Джонгука одним из самых высокооплачиваемых южнокорейских сольных исполнителей в истории чартов Billboard и первым, продавшим более 200 000 копий в течение недели.
2 июня 2024 года лейбл Big Hit Music анонсировал новый сингл Джонгука «Never Let Go», выпущенный 7 июня в рамках празднования 11-й годовщины дебюта BTS. Документальный фильм под названием I Am Still, повествующий о становлении Джонгука в качестве сольного исполнителя с его альбомом Golden, планируется к выпуску 18 сентября в 120 странах.

## Артистизм

### Голос и музыкальный стиль
Брайан Хайатт из Rolling Stone описывает Джонгука как «необычайно проникновенного тенора». Ким Минсук, пишущий для корейского музыкального сайта Reputation, описал его голос как «мягкий» и подходящий для сентиментальных песен, также высоко оценив его способность сохранять стабильную интонацию даже во время танца, в то время как Мэри Сироки из Consequence отметила, что у него «чистый, ловкий голос, созданный для поп-музыки». Музыкальный критик Ким Ендэ считает вокальное исполнение Джонгука сильной стороной таких песен BTS, как «Danger», «Butterfly», «Autumn Leaves» и «Lost», а также его сольной песни «Euphoria», комментируя, что его голос «особенно примечателен для обеих техника и его детализированная, выразительная способность, которые придают большую часть повествования обычным заметкам».
В 2023 году журнал Rolling Stone поставил Джонгука на 191-е место в своем списке 200 величайших певцов всех времен, назвав его «чрезвычайно одаренным певцом», который «с легкостью берет высокие ноты и без особых усилий гармонирует со своими участниками BTS, всегда предлагая своей аудитории новые импровизации и неожиданные вокальные риффы, чтобы поддерживать интерес».

### Влияния
Джонгук назвал Джастина Бибера, Джастина Тимберлейка и Ашера одними из своих музыкальных вдохновителей.

## Вклад и влияние
В 2019 году Джонгук стал третьим самым предпочитаемым айдолом у публики по версии корейского института Гэллапа. Он впервые появился в этом списке в 2016 году и занял двадцатое место, а затем семнадцатые и восьмые места в 2017 и 2018 годах соответственно.
В 2018 году Джонгук на протяжении десяти недель сохранял первенство в рейтинге журнала Hi China, где представлялись самые предпочитаемые знаменитости в Китае. В октябре он провёл одиночную трансляцию в V Live и набрал более 3,7 миллиона зрителей по всему миру, что стало рекордом в истории сервиса. В декабре Джонгук выложил в Твиттер видео со студии звукозаписи, и твит стал самым пересылаемым за год в Корее. В том же году он значительно поднялся в топе самых предпочитаемых публикой идолов Кореи, заняв восьмое место.
В январе 2019 года на официальном фан-кафе группы Джонгук опубликовал пост об использовании кондиционера для белья фирмы Downy (в России, Японии и Европе он более известен как Lenor). Это привело к тому, что акции компании возросли на 11 % и весь запас товара на два месяца сразу же был раскуплен.

## Личная жизнь

### Здоровье
В 2017 году Джонгук потерял сознание во время концерта BTS в Чили. В 2018 году во время мирового турне группы Love Yourself он получил травму пятки, помешавшую ему участвовать в хореографии. Певец не отказался от участия в последующем европейском этапе тура, а спел сидя.
В ноябре 2019 года Джонгук попал в дорожно-транспортное происшествие с такси. В результате ДТП никто не пострадал.

### Военная служба
22 ноября 2023 года лейбл Big Hit Music выпустило заявление о том, что Джонгук вместе с одногруппниками АрЭм, Чимином и Ви начал процесс призыва на обязательную военную службу. В последующем сообщении певец подтвердил, что поступит на службу в декабре. 12 декабря призывник начал свой воинский долг.

## Дискография

### Песни, попавшие в чарты
| Название | Год                | Высшая позиция в чартах | Высшая позиция в чартах | Высшая позиция в чартах | Высшая позиция в чартах | Высшая позиция в чартах | Высшая позиция в чартах | Высшая позиция в чартах | Высшая позиция в чартах | Высшая позиция в чартах | Высшая позиция в чартах | Продажи                 | Альбом                                        |
| Название | Год                | KOR                     | UK                      | HUN                     | VIE                     | CAN                     | RUS                     | US                      | US World                | JPN                     | WW                      | Продажи                 | Альбом                                        |
| Как сольный артист | Как сольный артист | Как сольный артист      | Как сольный артист      | Как сольный артист      | Как сольный артист      | Как сольный артист      | Как сольный артист      | Как сольный артист      | Как сольный артист      | Как сольный артист      | Как сольный артист      | Как сольный артист      | Как сольный артист                            |
| --- | ------------------ | ----------------------- | ----------------------- | ----------------------- | ----------------------- | ----------------------- | ----------------------- | ----------------------- | ----------------------- | ----------------------- | ----------------------- | ----------------------- | --------------------------------------------- |
| «Begin» | 2016               | 27                      | —                       | —                       | —                       | —                       | *                       | —                       | —                       | —                       | —                       | KOR: 90,526             | Wings                                         |
| «Euphoria» | 2018               | 11                      | —                       | —                       | —                       | —                       | *                       | —                       | —                       | —                       | —                       | US: 15,000              | Love Yourself 結 'Answer'                     |
| «My Time» | 2020               | 21                      | —                       | —                       | —                       | —                       | —                       | —                       | —                       | —                       | —                       | US: 24,000              | Map of the Soul: 7                            |
| «Still With You» | 2020               | 27                      | —                       | —                       | 13                      | —                       | —                       | —                       | 1                       | —                       | —                       | н/д                     | Сингл вне альбома                             |
| «Stay Alive» | 2022               | 68                      | 89                      | 5                       | 1                       | —                       | —                       | —                       | 1                       | —                       | —                       | US: 14,900 WW: 30,400   | Сингл вне альбома                             |
| «My You» | 2022               | 145                     | —                       | —                       | 31                      | —                       | —                       | —                       | 2                       | —                       | —                       | н/д                     | Сингл вне альбома                             |
| «Dreamers» | 2022               | 7                       | —                       | 1                       | 2                       | —                       | —                       | —                       | 1                       | 6                       | 9                       | WW: 48,000              | FIFA World Cup Qatar 2022 Official Soundtrack |
| «Seven» (с участием Latto) | 2023               | 2                       | 3                       | 13                      | 1                       | 5                       | 16                      | 1                       | —                       | 2                       | 1                       | US: 228,000             | Golden                                        |
| «3D» (с участием Джеком Харлоу) | 2023               | 8                       | 5                       | 40                      | 2                       | 10                      | 13                      | 5                       | —                       | 7                       | 1                       | US: 87,000              | Golden                                        |
| «Standing Next to You» | 2023               | 6                       | 6                       | —                       | 4                       | 30                      | 51                      | 5                       | —                       | 12                      | 1                       | US: 163,000 WW: 121,000 | Golden                                        |
| «Never Let Go» | 2024               | 52                      | 60                      | —                       | —                       | —                       | —                       | —                       | —                       | —                       | —                       | н/д                     | Сингл вне альбома                             |
| Коллаборации |                    |                         |                         |                         |                         |                         |                         |                         |                         |                         |                         |                         |                                               |
| «Perfect Christmas» (с Джо Квоном, Им Джонхи, Чжухи, и АрЭм)                                                                                 | 2013               | 45                      | —                       | —                       | —                       | —                       | *                       | —                       | —                       | —                       | —                       | н/д                     | Сингл вне альбома                             |
| «Left and Right» (от Чарли Пута) | 2022               | 15                      | 41                      | 3                       | 1                       | 17                      | —                       | 22                      | —                       | 13                      | 5                       | WW: 45,000              | Charlie                                       |
| «Too Much» (c The Kid Laroi и Central Cee)                                                                                                   | 2023               | 94                      | 10                      | —                       | 14                      | 32                      | —                       | 44                      | —                       | —                       | 11                      | н/д                     | The First Time                                |
| «I Wonder…» (c Джей-Хоупом) | 2024               | —                       | —                       | —                       | —                       | —                       | —                       | —                       | 2                       | —                       | —                       | н/д                     | Hope on the Street Vol. 1                     |
| «—» означает, что песня не попала в чарт или не была выпущена в данном регионе. «*» обозначает, что чарта не существовало на момент выпуска. |                    |                         |                         |                         |                         |                         |                         |                         |                         |                         |                         |                         |                                               |

### Другие песни
| Год  | Название              | Формат                      | Примечание             | Ссылка  |
| ---- | --------------------- | --------------------------- | ---------------------- | ------- |
| 2013 | «Like A Star»         | Цифровая загрузка, стриминг | с АрЭмом               | [ 101 ] |
| 2015 | «One Dream One Korea» | Цифровая загрузка, стриминг | с различными артистами | [ 102 ] |
| 2016 | «I Know»              | Цифровая загрузка, стриминг | с АрЭмом               | [ 103 ] |
| 2016 | «I’m In Love»         | Цифровая загрузка, стриминг | с Леди Джейн           | [ 104 ] |

### Участие в написании песен
| Год  | Артист | Альбом                                           | Песня                       |
| ---- | ------ | ------------------------------------------------ | --------------------------- |
| 2013 | BTS    | 2 Cool 4 Skool                                   | «Outro: Circle Room Cypher» |
| 2015 | BTS    | The Most Beautiful Moment in Life, Part 1        | «Outro: Love Is Not Over»   |
| 2015 | BTS    | The Most Beautiful Moment in Life, Part 2        | «Run»                       |
| 2016 | BTS    | The Most Beautiful Moment in Life: Young Forever | «Dead Leaves»               |
| 2016 | BTS    | The Most Beautiful Moment in Life: Young Forever | «Run» (Alternative Mix)     |
| 2016 | BTS    | The Most Beautiful Moment in Life: Young Forever | «Love Is Not Over»          |
| 2016 | BTS    | The Most Beautiful Moment in Life: Young Forever | «Run» (Ballad Mix)          |
| 2018 | BTS    | Love Yourself: Tear                              | «Magic Shop»                |

## Фильмография
| Год  |   | Русское название                      | Оригинальное название     | Роль               |
| ---- | - | ------------------------------------- | ------------------------- | ------------------ |
| 2018 | ф | Зажги сцену: Кино                     | Burn the Stage: The Movie | В роли самого себя |
| 2019 | ф | BTS World Tour: Love Yourself в Сеуле | Love Yourself in Seoul    | В роли самого себя |

### Трейлеры и маленькие фильмы
| Год  | Название   | Продолжительность | Режиссёр(ы)           | Ссылка  |
| ---- | ---------- | ----------------- | --------------------- | ------- |
| 2016 | «Begin #1» | 2:35              | Чхве Ён Сок (Lumpens) | [ 105 ] |

### Телевизионные программы
| Год  | Программа         | Роль     | Примечание             |
| ---- | ----------------- | -------- | ---------------------- |
| 2016 | Music Bank        | Ведущий  | с Саной (Twice)        |
| 2016 | Music Core        | Ведущий  | с Чимином              |
| 2016 | Music Core        | Ведущий  | с Джей-Хоупом          |
| 2016 | Цветочная команда | Участник | Первый эпизод          |
| 2016 | Звёздный броман   | Участник | сезон 8; эпизоды 35−39 |
| 2017 | Show Champion     | Ведущий  | н/д                    |

### Комментарии
1. ↑  Встречается вариант написания Чон Чонгук, но он не соответствует системе Концевича.